# محمدعلی اقبال

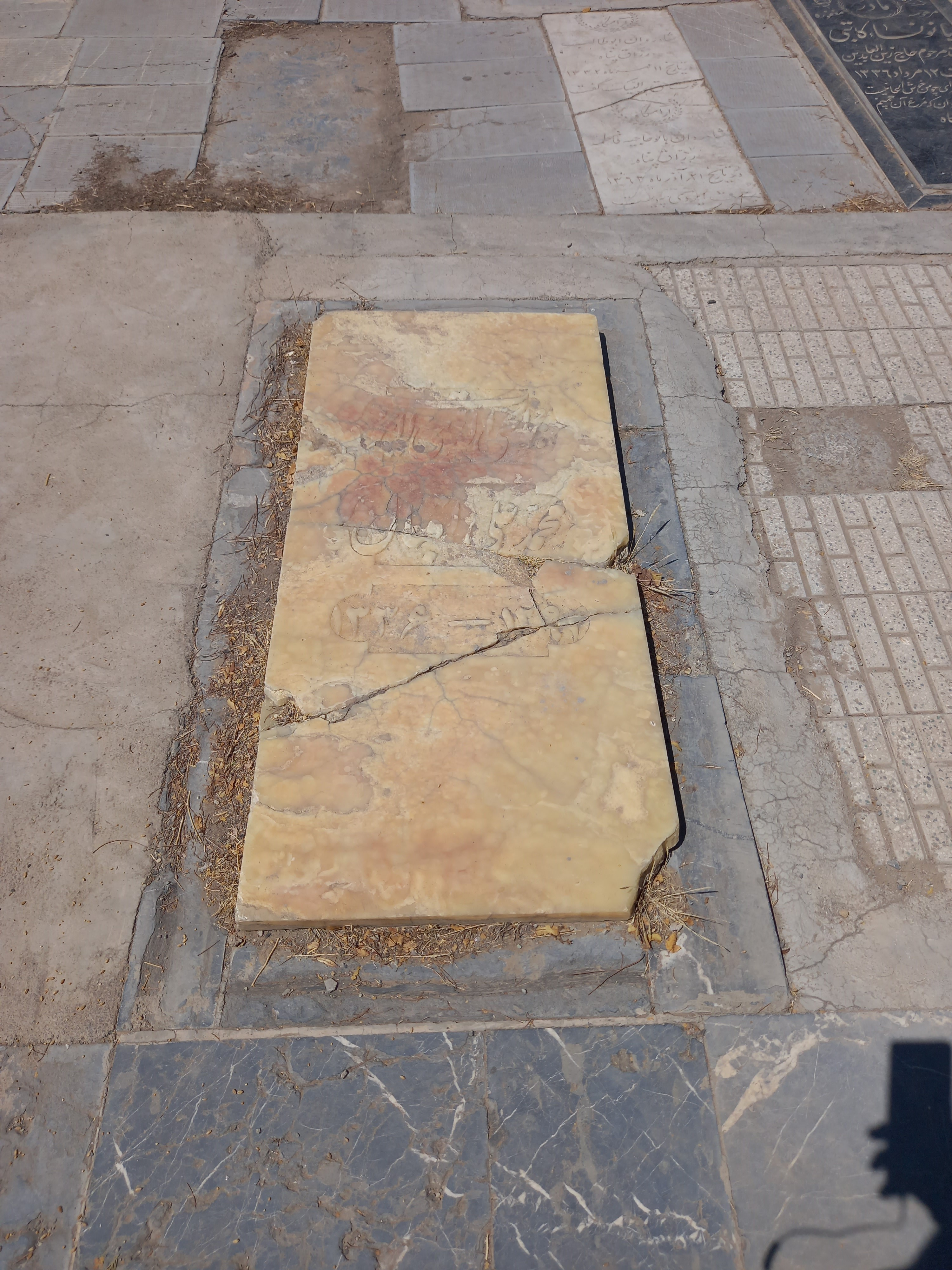
سنگ قبر محمد علی اقبال در گورستان ابن بابویه

محمدعلی اقبال از سیاستمداران ایرانی بود، که در دوره نوزدهم بعنوان نماینده حوزه انتخابیه فردوس و طبس در مجلس شورای ملی حضور داشت.
محمدعلی اقبال در هشتم اسفندماه ۱۳۳۶ خورشیدی در حین نمایندگی مجلس شورای ملی درگذشت.